# Casalromano
Casalromano is een gemeente in de Italiaanse provincie Mantua (regio Lombardije) en telt 1568 inwoners (31-12-2004). De oppervlakte bedraagt 11,9 km², de bevolkingsdichtheid is 133 inwoners per km².

## Demografie
Casalromano telt ongeveer 594 huishoudens. Het aantal inwoners steeg in de periode 1991-2001 met 15,0% volgens cijfers uit de tienjaarlijkse volkstellingen van ISTAT.
| Jaar | Inwoneraantal |
| ---- | ------------- |
| 1991 | 1276          |
| 2001 | 1468          |

## Geografie
Casalromano grenst aan de volgende gemeenten: Asola, Canneto sull'Oglio, Fiesse (BS), Isola Dovarese (CR) en Volongo (CR).

## Externe link

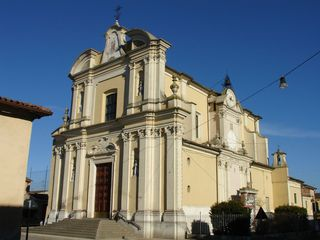
Kerk